# Hartwig Seeler – Gefährliche Erinnerung
Hartwig Seeler – Gefährliche Erinnerung ist ein deutscher Fernsehkrimi von Johannes Fabrick aus dem Jahr 2019 und der erste Film der ARD-Reihe Hartwig Seeler. Die Titelfigur wird von Matthias Koeberlin verkörpert. In tragenden Rollen sind Friederike Becht, Caroline Hellwig und Michael Wittenborn besetzt. Erstmals ausgestrahlt wurde der Film am 11. Mai 2019 im Programm der ARD Das Erste.

## Handlung
Hartwig Seeler arbeitet als selbstständiger Privatdetektiv und erhält eines Tages von Felix Kepler den Auftrag, seine erwachsene Tochter Evelyn zu suchen. Sie sei spurlos verschwunden und er befürchtet, dass ihr etwas zugestoßen ist. Die besorgten Eltern wirken verzweifelt. Seeler übernimmt den Fall und findet einen Hinweis auf ein Buch, das Evelyn vor einiger Zeit gekauft hat, sowie eine Überweisung an eine Art Sekte. Er folgt dieser Spur, die ihn zu einer kroatischen Insel führt, wo sich Evelyn möglicherweise dieser Sekte angeschlossen hat. Dort angekommen gelingt es ihm tatsächlich die junge Frau zu finden, doch sie scheint sich in einem sehr labilen Zustand zu befinden. Seeler gibt sich als „Suchender“ aus, der sogleich von Amanda betreut wird, die für ihn und auch Evelyn die Ansprechpartnerin ist. Alle scheinen hier Teil einer harmonischen Gemeinschaft zu sein, die einen Kult um ihren Guru Aljoscha gebildet hat und sich von ihm Heil und Rettung erhofft. Dazu gehören Sitzungen und auch Hypnose, die das Unbewusste im Inneren der Suchenden ans Licht bringen soll. Seeler nimmt zunächst vorsichtig Kontakt zu Evelyn auf und begibt sich auch selbst in die „Behandlung“ der obskuren Glaubensgemeinschaft. Zum einen will er nicht enttarnt werden, zum anderen klingt das Ganze für ihn auch verlockend, denn Seeler macht der Tod seiner Frau noch immer zu schaffen. Die Möglichkeit, die innere Ruhe wiederzufinden, ist Grund genug, sich darauf einzulassen. Privates und Berufliches vermischen sich, und schnell stellt sich die Frage: Was ist real, was bloße Einbildung? Auch als er Evelyns Probleme in Erfahrung bringen kann, die angeblich von ihrem Vater in ihrer Kindheit und Jugend missbraucht wurde, und die Schilderungen ihres Vaters, die ganz und gar nicht dafür sprechen, dagegen hält, weiß er nicht, wie er es einordnen soll. Er recherchiert im Internet und erfährt so, dass Hypnose auch falsche Erinnerungen erzeugen kann, wenn durch geschickte Suggestivfragen die Erwartungshaltung des Therapeuten eine Rolle spielt. Seeler stellt deshalb Amanda zur Rede und erfährt, dass sie selbst als Kind missbraucht wurde. Er kann Evelyn dazu bringen, mit ihrem Vater, der mittlerweile zur Insel gekommen ist, zu reden. Vermutlich hat sich Evelyn nur von der übermäßigen Liebe ihres Vaters erdrückt gefühlt und leidet darunter, nie so zu sein, wie andere es von ihr erwarten. Beide sprechen sich aus und wollen einen neuen Anfang wagen, damit es wieder besser wird.
Auch für Seeler war dieser Auftrag heilsam, denn er hat durch die Erfahrungen auf der Insel gelernt, dass er den Tod seiner Frau akzeptieren und damit leben muss. Sie war bei einem Autounfall auf einer Bergstraße gestorben und die Umstände blieben ungeklärt. Es gab keine Bremsspuren, was die Ungewissheit bringt, dass es womöglich Absicht war. Da Seeler nie irgendwelche Anzeichen für Lebensmüdigkeit wahrgenommen hatte, machte ihm dies derart zu schaffen, dass er an sich selbst zu zweifeln begann, seinen Dienst bei der Polizei quittierte und sich nicht nur auf die Suche nach Evelyn machte, sondern auch zu sich selbst.

## Dreharbeiten
Die Dreharbeiten zu Gefährliche Erinnerung erfolgten vom 24. September bis zum 26. Oktober 2018 in München und Kroatien.

## Rezeption

### Einschaltquote
Die Erstausstrahlung von Gefährliche Erinnerung am 11. Mai 2019 wurde in Deutschland von 5,73 Millionen Zuschauern gesehen und erreichte einen Marktanteil von 20,1 Prozent für Das Erste.

### Kritiken
Tilmann P. Gangloff wertete für tittelbach.tv und schrieb: „Es gibt nicht viele Regisseure, deren Filme regelmäßig derart berühren wie die Arbeiten des Österreichers Johannes Fabrick. Seine Dramen behandeln meist existenzielle Themen und sind nicht selten tieftraurig.“ „Fabrick hat den Film mit großem Bedacht inszeniert, sodass sich einige wenige Szenen aufgrund ihrer besonderen Bildgestaltung deutlich vom Rest des Films abheben.“ „Das Thema ist zwar faszinierend, aber auch anspruchsvoll; das spricht eher gegen einen Publikumserfolg, zumal auf diesem Sendeplatz.“
Bei Prisma.de zeigte Jasmin Herzog sich angetan von dem Film, sie schrieb: „Johannes Fabrick verknüpft in seinem TV-Film eine spannende Krimihandlung mit nicht minder interessanten Ausflügen in die Abgründe der menschlichen Seele – der Nachname der Hauptfigur ist kein Zufall. Mittels kreativer inszenatorischer Einfälle hat Fabrick beeindruckende Bilder gefunden, die dem Zuschauer das Eintauchen in das Meer aus Erinnerung vergegenwärtigen sollen. Die inneren Konflikte der Charaktere und die schauspielerische Ausgestaltung ebenjener sind jedoch das Herzstück des Films.“